# آنخل اوکانیا
آنخل اوکانیا (اسپانیایی: Ángel Ocaña‎؛ زادهٔ ۷ ژوئن ۱۹۶۰) دوچرخه‌سوار اهل اسپانیا است. وی در مسابقات تور دو فرانس شرکت کرده است.